# U-154
El U-154 era un tipo IXC de submarinos de la Alemania nazi y la Kriegsmarine construido para el servicio durante la Segunda Guerra Mundial. La quilla de este barco se colocó el 21 de septiembre de 1940 en el astillero AG Weser en Bremen , Alemania, como astillero número 996. Fue botado el 21 de abril de 1941 y comisionado el 2 de agosto bajo el mando de Korvettenkapitän Walther Kölle.
El submarino comenzó su vida útil con entrenamiento como parte de la 4ª Flotilla de U-boot; pasando a la 2ª flotilla para operaciones. Realizó ocho patrullas, hundiendo diez barcos.
Aunque se cree que fue hundido por el Destructor colombiano ARC Caldas durante un breve encuentro cerca de la isla San Andrés en 1944,  el U-154 escapó sin daños. Usando aceite de repuesto y algunos tubos de torpedos dañados, los alemanes pudieron simular la mancha de petróleo y los restos.
El U-154 fue hundido por los destructores estadounidenses USS Inch y Frost al noroeste de Madeira el 3 de julio de 1944.

## Diseño
Los submarinos alemanes Tipo IXC eran un poco más grandes que los originales Tipo IXB. El U-154 tuvo un desplazamiento de 1,120 t (1,100 toneladas largas) cuando estaba en la superficie y 1,232 t (1,213 toneladas largas) mientras estaba sumergido.  El submarino tenía una longitud total de 76,76 m (251 pies 10 pulgadas), una longitud de casco de presión de 58,75 m (192 pies 9 pulgadas), una manga de 6,76 m (22 pies 2 pulgadas), una altura de 9,60 m (31 pies 6 pulgadas) y un calado de 4,70 m (15 pies 5 pulgadas). El submarino estaba propulsado por dos motores diésel MAN M 9 V 40/46 sobrealimentados de cuatro tiempos y nueve cilindros, dos motores eléctricos Siemens-Schuckert 2GU 345/34 de doble acción que producen un total de 4,400 caballos de fuerza métricos (3,240 kW; 4,340 shp) para usar mientras se sumergido. Ella tenía dos ejes y dos (6 pies) de 1,92 m hélices. El era capaz de operar a profundidades de hasta 230 metros (750 pies). 
El submarino tenía una velocidad máxima en superficie de 18,3 nudos (33,9 km / h; 21,1 mph) y una velocidad máxima sumergida de 7,3 nudos (13,5 km / h; 8,4 mph).  Cuando estaba sumergido, podía operar durante 63 millas náuticas (117 km; 72 millas) a 4 nudos (7,4 km / h; 4,6 mph); cuando salía a la superficie, podía viajar 13.450 millas náuticas (24.910 km; 15.480 millas) a 10 nudos (19 km / h; 12 mph). El U-154 estaba equipado con seis tubos de torpedos de 53,3 cm (21 pulgadas ) (cuatro instalados en la proa y dos en la popa), 22 torpedos , un cañón naval SK C / 32 de 10,5 cm (4,13 pulgadas) , 180 cartuchos y un 3,7 cm (1,5 in) SK C / 30 , así como un 2 cm (0,79 in) C / 30 cañón antiaéreo

## Historial de servicio

### 1º patrulla
La primera patrulla del barco comenzó con su salida del puerto de la ciudad de Kiel el 7 de febrero de 1942. Se dirigió al Océano Atlántico al oeste de Irlanda a través de la brecha entre las Islas Feroe y Shetland . Atracó en Lorient, en la Francia ocupada, el 1 de marzo.

### 2º patrulla
Para su segunda salida, navegó hacia el Caribe , hundiendo Como Rico el 4 de abril de 1942, a unas 225 millas náuticas (417 km; 259 millas) al norte de San Juan, en Puerto Rico. Su éxito continuó con el hundimiento de Catahoula, Delvalle, Empire Amethyst y Vineland , todos cerca de Haití y República Dominicana.

### Patrulla 3, 4 y 5
Su tercera patrulla la vio cruzar el Atlántico una vez más. Hundió Tillie Lykes el 28 de junio de 1942, a unas 100 millas náuticas (190 km; 120 millas) al sur de Santo Domingo en la República Dominicana y Lalita, usando el cañón de cubierta, en el Canal de Yucatán el 6 de julio.
Una de las víctimas del barco en esta, su cuarta patrulla, fue Nurmahal . Fue hundida el 9 de noviembre de 1942 a 300 millas náuticas (560 km; 350 millas) al este de Martinica "en menos de treinta segundos". Otro fue Tower Grange , hundido a 250 millas náuticas (460 km; 290 millas) frente a Cayenne en la Guayana Francesa .
Habiendo realizado el corto viaje de Lorient a Brest , la quinta incursión del submarino fue la más larga (109 días) y la segunda más exitosa. Entre muchos otros, atacó Florida . Aunque el barco se rompió la espalda el 28 de mayo de 1943, finalmente fue reparado.

### Patrulla 6, 7 y 8 y pérdida
Partió en la patrulla número seis el 2 de octubre de 1943. El U-154 fue atacado por un hidroavión PBY Catalina no identificado el 3 de noviembre; también fue atacada dos veces el día 22. Ninguno causó ningún daño. El barco regresó a Lorient el 20 de diciembre.
Luego fue atacada el 13 de marzo de 1944, posiblemente por la lancha patrullera USS PC-469 de la Marina de los Estados Unidos al norte del Canal de Panamá ; sólo se sufrieron daños menores. El U-154 también fue atacado el 29 de marzo por el destructor de la Armada de Colombia ARC Caldas. Regresó a Francia, de nuevo a Lorient, el 28 de abril de 1944.
El U-154 fue hundido por los destructores estadounidenses USS Inch y Frost al noroeste de Madeira el 3 de julio de 1944

## Posdata
Oskar-Heinz Kusch , que había comandado el barco en 1943 y el primer mes de 1944 y atacó con éxito tres barcos, fue sometido a consejo de guerra y fusilado en 1944, según informó su primer oficial, Ulrich Abel , por " Wehrkraftzersetzung " (sedición y derrotismo). Ulrich Abel ganó su propio comando U-193, pero murió cuando se hundió en abril de 1944. No fue hasta la década de 1990 que se borraron los antecedentes legales de Kusch y se erigió un monumento a su memoria.

## Resumen del historial de incursiones
| Fecha                   | Nombre           | Nacionalidad   | Tonelaje ( TRB ) | Destino       |
| ----------------------- | ---------------- | -------------- | ---------------- | ------------- |
| 4 de abril de 1942      | Comol Rico       | Estados Unidos | 5,034            | Hundido       |
| 5 de abril de 1942      | Catahoula        | Estados Unidos | 5,030            | Hundido       |
| 12 de abril de 1942     | Delvalle         | Estados Unidos | 5,032            | Hundido       |
| 13 de abril de 1942     | Imperio Amatista | Reino Unido    | 8.032            | Hundido       |
| 20 de abril de 1942     | Vineland         | Canadá         | 5.587            | Hundido       |
| 28 de junio de 1942     | Tillie Lykes     | Estados Unidos | 2.572            | Hundido       |
| 6 de julio de 1942      | Lalita           | Panamá         | sesenta y cinco  | Hundido       |
| 8 de noviembre de 1942  | D'Entrecasteaux  | Reino Unido    | 7.291            | Hundido       |
| 9 de noviembre de 1942  | Nurmahal         | Reino Unido    | 5.419            | Hundido       |
| 18 de noviembre de 1942 | Tower Grange     | Reino Unido    | 5.226            | Hundido       |
| 28 de mayo de 1943      | Cardenal Gibbons | Estados Unidos | 7.191            | Dañado        |
| 28 de mayo de 1943      | Florida          | Estados Unidos | 8.580            | Dañado        |
| 28 de mayo de 1943      | John Worthington | Estados Unidos | 8.166            | Pérdida total |

Países incursionados:
- EE.UU
- Canadá
- Reino Unido
- Panamá